# Pierre Denis (communard)
Pour les articles homonymes, voir Pierre Denis et Denis.

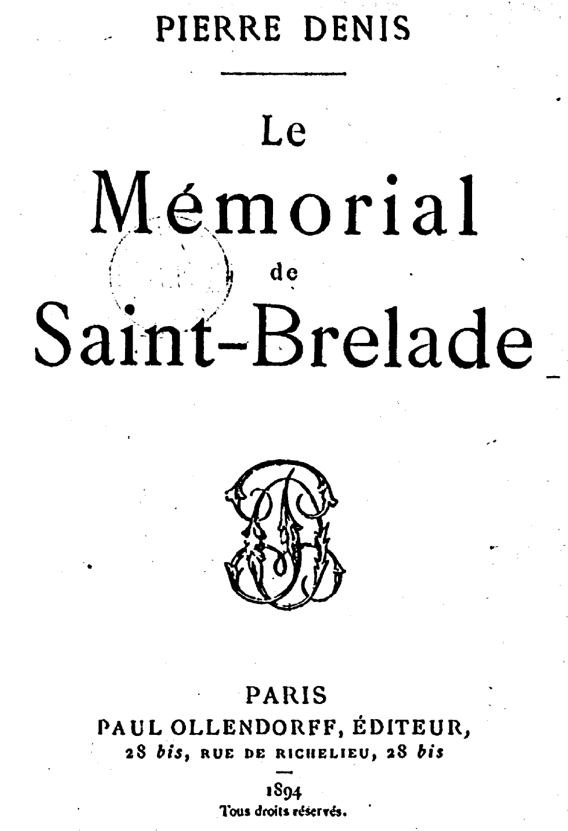

Pierre Denis, né le 28 septembre 1828 à Lyon et mort le 27 mars 1907 à Paris, est journaliste, militant socialiste français d'inspiration proudhonienne sous le Second Empire puis un membre de la Commune de Paris. Sous la Troisième République, il écrit dans le journal La Cocarde dirigée par Maurice Barrès dans laquelle ses articles côtoient ceux des futurs royalistes Charles Maurras et Frédéric Amouretti, les socialistes Augustin Hamon et Paule Minck ou encore des syndicalistes-révolutionnaires comme Fernand Pelloutier. Au moment du boulangisme, il devient le secrétaire et le confident du Général Boulanger.

## Biographie

### Second Empire et Commune de Paris
Pierre Denis participe à tous les journaux de Jules Vallès : Le Peuple et Le Réfractaire (1869), La Rue (1870) et Le Cri du peuple (1871). Membre de la Première Internationale où il représente la tendance proudhonienne, il participe au Comité central républicain des Vingt arrondissements, dont il rédige Le Manifeste du 26 mars 1871. Il écrit la Déclaration au peuple français, qui représente le programme de la Commune de Paris adoptée le 18 avril 1871. Ses nombreux articles dans Le Cri du Peuple, dont il assume la direction après le 19 avril (Vallès étant trop occupé par ses fonctions politiques), exposent et défendent le programme communaliste et fédéraliste, inspiré par les écrits de Pierre-Joseph Proudhon. 

« Dans un État unitaire, le souhait de Caligula est tout réalisé. Il n'y a qu'une seule tête, on peut l'abattre d'un seul coup. Dans une confédération, la prise d'une ville ne signifie rien. C'est couper un chêne dans une forêt : la forêt n'en subsiste pas moins. Les véritables États républicains, qui ont duré ou qui durent : les Provinces-Unies, la Suisse, les États-Unis de l'Amérique du nord, et toutes les Républiques américaines, étaient ou sont organisées d'après le système fédératif. »

— « Fédéralisme et centralisation », Le Cri du peuple, 11 mai 1871.
Le 6e Conseil de guerre le condamne en décembre 1871 par contumace à la déportation dans une enceinte fortifiée. Il bénéficie d'une grâce le 27 novembre 1879 et est déjà en France, caché sous le pseudonyme de Monsieur Bernard, décorateur. Il garde encore ce pseudonyme un peu après sa grâce.
Il est rédacteur au Corsaire, quotidien publié de 1872 à 1883, dès 1878, se trouvant alors à Paris, malgré sa condamnation, avant de partir à Rochefort où naît sa première fille. Il revient à Paris une fois gracié, participe alors à divers journaux. Il tente notamment de créer Le Vengeur en mai 1880 mais ce fut un échec (au plus 4 numéros). En 1882 et 1883, il est à Troyes où il dirige La République de l'Aube et Le Petit Troyen avant de revenir à Paris en mars 1883. En 1884, il est secrétaire de rédaction à La Ligue qu'il quitte fin mai ou début juin 1885.

### Boulangisme
Rédacteur en chef de L'Estafette en 1886, il se rapproche du général Boulanger et devient son dernier secrétaire. Il reprend en juillet 1890 le titre La Voix du Peuple, créé par Proudhon en 1849, et en fait le dernier journal boulangiste. Il influence ensuite Boulanger dans son opposition au Comité républicain national, notamment contre Georges Laguerre et Alfred Naquet. Le journal disparaît le 8 novembre 1891, après que Denis a cherché à fédéraliser les derniers comités boulangistes parisiens en mars, sans succès. Dans les années 1890, il collabore au journal La Cocarde.

### Famille
Pierre Denis eut deux enfants. Sa femme mourut de maladie début 1884.

## Œuvres
- Le Mémorial de Saint-Brelade éditions Paul Ollendorff, Paris, 1894.

## Sources
- Bernard Noël, Dictionnaire de la Commune, éditions Flammarion, 1978.
- Maxime Jourdan, Le Cri du peuple : 22 février 1871-23 mai 1871, Paris, L'Harmattan, 2005, 306 p.  (ISBN 978-2-7475-8405-0).